# Chromalizus aureovittis
Chromalizus aureovittis är en skalbaggsart som först beskrevs av Hermann Julius Kolbe 1893.  Chromalizus aureovittis ingår i släktet Chromalizus och familjen långhorningar. Inga underarter finns listade i Catalogue of Life.